# 林賢一
林 賢一（はやし けんいち、1979年 - ）は、日本の脚本家。元放送作家。

## 人物
東京都世田谷区梅丘生まれ、五反田育ち。中学〜高校は栃木県宇都宮市で過ごす。
小林信彦、野坂昭如、ウディ・アレンなど、片想いをした作家達が元放送作家であった事から、この業界を知り、学生時代から修行をはじめる。
放送作家を経て、脚本家に転身。
映画メルマガ『入江悠 presents 僕らのモテるための映画聖典』内、映画のカットを数える連載で「カット職人」として、また、ペンネーム・リンリンとしても活動している。

## 作品

### 映画
- キスカム！～COME ON,KISS ME AGAIN! ～（2020年9月4日 公開、松本花奈監督）- 脚本 - リンリン名義
- 映画 さよなら私のクラマー ファーストタッチ（2021年6月11日 公開、宅野誠起監督）- 脚本協力 - リンリン名義

### ドラマ
- SRサイタマノラッパー〜マイクの細道〜（2017年4月8日〜6月24日、テレビ東京）- 脚本協力
- Friend-Ship Project 祝！ 春日、結婚します！ 〜おまえ！ オードリー解散って本気で言ってんのか？〜（2019年1月14日〜2月2日、テレビ東京）- 脚本 - リンリン名義
- 恋とか愛とか（仮）（2015年4月〜2021年3月、広島ホームテレビ：毎週木曜 24:20〜、TOKYO MX：毎週日曜 23:00〜、他）- 脚本
- わらぞら（2022年8月〜、連続YouTube小説 ジャングルポケットコントチャンネル内にて配信）- 脚本 - リンリン名義
- キミに親の資格はない！ -サレ夫の泥沼不倫親権裁判-（2025年、DMM TV）- 脚本 - リンリン名義
- その生涯の恥を知れ！（2025年、DMM TV）- 脚本 - リンリン名義

### アニメーション
- 脇役目線〜主客逆転！ 教訓体感アニメ〜（WOWOW／2014年）- 脚本
- ぼくのとなりに暗黒破壊神がいます。（TOKYO MX、AT-Xほか／2020年1月～3月）- 脚本 - リンリン名義
- グレイプニル（TOKYO MX、AT-Xほか／2020年4月～6月）- 脚本 - リンリン名義
- さよなら私のクラマー（BS日テレ、TOKYO MXほか／2021年4月〜6月）- 脚本 - リンリン名義
- 転生貴族の異世界冒険録〜自重を知らない神々の使徒〜（BS11、TOKYO MX、AT-Xほか／2023年4月〜）- 脚本 - リンリン名義
- 星屑テレパス（BS日テレ、TOKYO MX、AT-Xほか／2023年10月〜）- 脚本 - リンリン名義
- おしりたんてい（NHK Eテレ／2024年5月〜）- 脚本 - リンリン名義
- アン・シャーリー（NHK Eテレ／2025年4月〜）- 脚本 - リンリン名義
- 地獄先生ぬ〜べ〜（テレビ朝日系列／2025年7月〜）- 脚本 - リンリン名義

### 舞台
- 古舘伊知郎 TALKING BLUES 2014（2014年10月18日、＠EXシアター六本木）- 構成
- 舞台 恋とか愛とか（仮）2 ／東京公演（2018年2月1日〜4日、会場：東京 中目黒キンケロ・シアター）、広島公演（2018年2月10日〜12日、会場：広島 アステールプラザ 多目的スタジオ）-  脚本
- 舞台 恋とか愛とか（仮）3 ／広島公演（2019年2月8日〜11日、会場：広島YMCA国際文化ホール）-  脚本
- 舞台 恋とか愛とか（仮）4 ／東京公演（2020年2月12日〜17日、会場：東京 劇場ＭＯＭＯ）、広島公演（2020年2月6日〜9日、会場：広島YMCA国際文化ホール）-  脚本
- 舞台 恋とか愛とか（仮）5 ／広島公演（2021年9月23日〜26日、会場：広島YMCA国際文化ホール）-  脚本
- それでも恋する世界線Ⅱ（2025年10月1日〜5日、会場：赤坂レッドシアター）-  脚本

### 連載
- 映画メルマガ【入江悠presents 僕らのモテるための映画聖典】内の連載、カット職人・林賢一の「コメディカットに恋してる！」
- 小冊子【ふもとの暮らし たかお】内の連載「薪という物語」
- 月刊サイゾー「ライク・ア・トーキングストーン」[1]
- サイゾー裏チャンネル「酒平民ハヤシのだから企業に聞いてみた」
- リクルート社・フリーペーパー「R25」- ランキンレビューにライターとして参加
- Business Journal 「だから直接聞いてみた」 for ビジネス

## 著書
- なるほど算：気になること、本気で計算してみました（2005年10月、TOKYO FM出版）

## テレビ番組
- もしもツアーズ（フジテレビ）
- 新春!爆笑ヒットパレード（フジテレビ）
- トーキングフルーツ（フジテレビ）
- 奇跡の脱出!SOS（フジテレビ）
- 海筋肉王（フジテレビ）
- クイズプレゼンバラエティー Qさま!!（テレビ朝日）
- お願い!ランキング（テレビ朝日）
- ストライクTV（テレビ朝日）
- ザ・クイズマンショー（テレビ朝日）
- 大胆MAP（テレビ朝日）
- 体育の時間（テレビ朝日）
- ザ・クイズマンショー（テレビ朝日）
- ストリートファイターズ（テレビ朝日）
- 日本一お腹の空くレストラン（テレビ朝日）
- 筋肉番付（TBSテレビ）
- SASUKE（TBSテレビ）
- 最強の男は誰だ!壮絶筋肉バトル!!スポーツマンNo.1決定戦（TBSテレビ）
- 爆笑問題のバク天!（TBSテレビ）
- ぶっちゃけ!99（TBSテレビ）
- ディスカバ!99（TBSテレビ）
- 島田検定!! 国民的潜在能力テスト（TBSテレビ）
- 個人授業Ⅱ（TBSテレビ）
- 全員正解あたりまえ!クイズ（TBSテレビ）
- ヨンパラ FUTUREゲームバトル（TBSテレビ）
- Shibuya Deep A（NHK）
- グッピー!（日本テレビ）
- 知っとこ!（毎日放送）
- 音楽ば〜か（テレビ東京）
- おはスタ（テレビ東京）
- 7スタBratch！（テレビ東京）
- ミュージックフォース音力（沖縄テレビ）
- ぐるり日本　鉄道の旅（BS日テレ）
- TIME OVER（BS-i）
- びみょ〜な扉　AKBのガチチャレ（ひかりTV）
- ニュースザップ（スカパー!）
- ベッキーと未知との対話（テレビ熊本、フジテレビ他）[2]
- 月とすっぴん（スカパー!）

### その他
- 真田幸村 日本一の兵（DVD）- 脚本
- Awake!（WEBドラマ）- 脚本